# Iochroma
Iochroma este un gen de arbuști sau arbori, originar din regiunile estice ale Americii tropicale.

## Specii
- Iochroma albianthum
- Iochroma australe
- Iochroma ayabacense
- Iochroma baumii
- Iochroma brevistamineum
- Iochroma calycina
- Iochroma cardenasianum
- Iochroma coccinea
- Iochroma confertiflorum
- Iochroma cornifolium
- Iochroma cyaneum
- Iochroma edule
- Iochroma ellipticum
- Iochroma fuchsioides
- Iochroma gesnerioides
- Iochroma grandiflorum
- Iochroma lehmannii
- Iochroma lilacinum
- Iochroma longipes
- Iochroma loxense
- Iochroma lyciifolia
- Iochroma nitidum
- Iochroma parvifolium
- Iochroma peruvianum
- Iochroma piuranum
- Iochroma salpoanum
- Iochroma schjellerupii
- Iochroma smithianum
- Iochroma solanifolium
- Iochroma squamosum
- Iochroma stenanthum
- Iochroma tingoanum
- Iochroma tupayachianum
- Iochroma umbellatum
- Iochroma umbrosa
- Iochroma warscewiczii